# Placca Juan Fernández

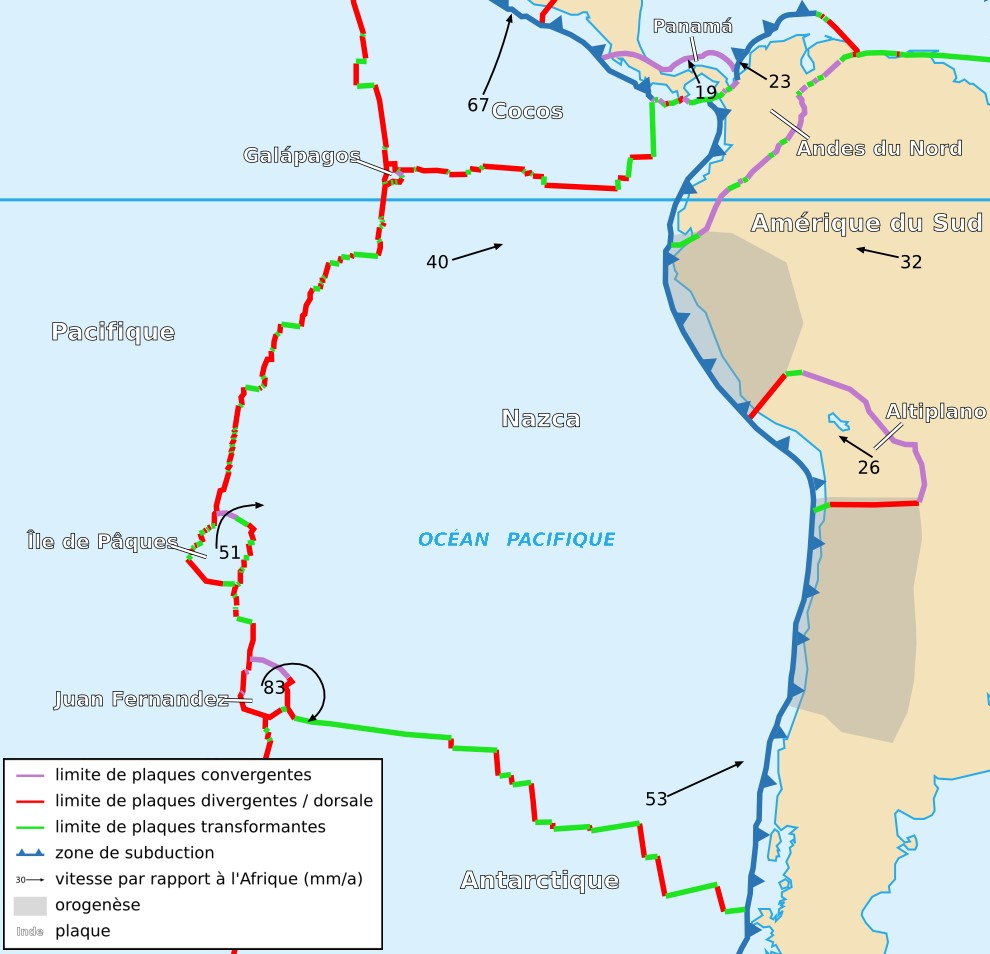
In basso a sinistra rispetto alla placca di Nazca è possibile vedere la placca Juan Fernández.

La placca Juan Fernández è una piccola placca tettonica della litosfera del pianeta Terra al largo delle coste del Sud America. Per le sue dimensioni è definita anche come "microplacca". Si trova nel punto di congiunzione tra la placca di Nazca, la placca pacifica e la placca antartica.
La placca prende il nome dalle Isole Juan Fernández che sorgono non lontano da essa, ma sulla placca di Nazca.